# Josef Ressel
Josef Ludvík František Ressel, češko-nemški gozdni čuvaj in izumitelj ladijskega vijaka (propelerja) z avstrijskim državljanstvom, * 29. junij 1793, Chrudim (Češka), † 9. oktober 1857, Ljubljana.

## Življenjepis
Rojen je bil v Chrudimu na Češkem nemškemu očetu in češki materi. Študiral je v Linzu in na Dunaju. Kot gozdarski inženir v vladni službi je delal v Motovunu (Istra, Hrvaška), nato v Kostanjevici ob Krki. Uvajal je napredno gozdarjenje, prizadeval pa si je tudi za pogozdovanje Krasa. Na Krki je prvič preizkusil ladijski vijak na ladijskem modelu. Leta 1821 je bil premeščen v Trst, takrat največje avstrijsko pristanišče. Ladijski vijak je patentiral leta 1827 in ga 4. avgusta 1828 prvič preizkusil na ladjici Civetta. Leta 1829 je Civetta na poskusni plovbi v tržaškem pristanišču dosegla hitrost 6 vozlov, preden je razneslo parni stroj. Policija je Resslu zaradi te nesreče prepovedala nadaljnje poskuse. Ladijski vijak je kasneje izpopolnil švedski inženir John Ericsson in leta 1839 je sledila prva čezatlantska plovba s propelerskim pogonom.

## Resslovi izumi
Poleg ladijskega vijaka je Ressel izumil ali izboljšal še celo vrsto drugih naprav ter strojev. Konstruiral je številne stiskalnice, izdelal prve valjčne ležaje, kroglične ležaje, izboljšal je parni aparat za ekstrakcijo barv in rastlinskih olj iz rožnic.
- Leta 1821 je konstruiral posebno vozilo na paro lokomobil, ki je bil prednik avtomobila, za prevoz potnikov in tovora.
- Leta 1827 je predstavil prvi sistem pnevmatske pošte.
- Leta 1847 je predstavil izpopolnjeni sistem pnevmatske pošte, zanj je moral izumiti celo vrsto posebnih ventilov s posebnimi tesnili za visoke pritiske. Kasneje so jih uporabljali za druge sisteme pnevmatike in hidravlike.
- Za železniška vozila je izumil posebno kovinsko kolo s snemljivim kovinskim obročem, narejenim iz mehkejšega železa za varovanje tirnic pred obrabo.

Bil je vsestranski inženir, ki se je ukvarjal z gozdarstvom, agronomijo, kemijo, metalurgijo in vojaško tehniko. Za veliko svojih izumov je prejel patente, med drugim za pnevmatsko pošto.
Umrl je v Ljubljani in pokopan je na Ljubljanskem Navju, kjer ima tudi spomenik (očiščen je bil leta 2007, ob 150 letnici njegove smrti).